# Celastrus homaliifolius
Celastrus homaliifolius är en benvedsväxtart som beskrevs av Ping Sheng Hsu. Celastrus homaliifolius ingår i släktet Celastrus och familjen Celastraceae. Inga underarter finns listade.